# Одом, Лесли (младший)
Ле́сли Ллойд О́дом-младший (англ. Leslie Lloyd Odom Jr.; род. 6 августа 1981, Квинс, Нью-Йорк, США) — американский актёр и певец. Лесли Одом-младший получил широкую известность после исполнения главной роли Аарона Берра в мюзикле «Гамильтон», за которую он получил американскую театральную награду «Тони» в категории «Лучший актёр в мюзикле» и музыкальную премию «Грэмми» в категории «Лучший альбом музыкального театра» в 2016 году.

## Карьера
Одом-младший дебютировал на бродвейских подмостках в мюзикле «Богема», ему на тот момент было 17 лет. В 2001 году участвовал в ансамбле концертной постановки мюзикла «Девушки мечты». С 2004 по 2010 годы появлялся в региональных постановках, а в 2012 году вернулся на Бродвей в составе мюзикла «Сила веры». Настоящую славу и признание Одому-мл. принесла роль Аарона Бёрра в мюзикле Лин-Мануэля Миранды «Гамильтон». За неё он получил премию Тони и Грэмми (вместе с остальным составом постановки).
На телевидении Лесли Одом-младший впервые появился в телесериале «C.S.I.: Место преступления Майами», где у него была эпизодическая роль (9 эпизодов) с 2003 по 2006 год. За этим последовали эпизодические роли в сериалах «Исчезнувшая» и «Важный день». В 2012—2013 годах исполнял одну из главных ролей Сэма Стрикленда в музыкальном сериале «Смэш». В 2013—2014 годах появился в восьми эпизодах телесериала «В поле зрения» в роли Петера Кольера, с 2013 по 2015 год — в семи эпизодах телесериала «Закон и порядок: Специальный корпус» в роли преподобного Кёртиса Скотта. Помимо этого в качестве приглашённой звезды участвовал в сериалах «Девочки Гилмор», «Анатомия страсти», «Сверхъестественное», «Хорошая жена».
В 2017 году сыграл роль доктора Арбетнота в экранизации романа Агаты Кристи «Убийство в Восточном экспрессе». В фильме «Гарриет» 2019 года воплотил образ аболициониста Уильяма Стила. В 2020 году исполнил роль культового соул-исполнителя Сэма Кука в фильме «Одна ночь в Майами». Эта работа принесла Одому-мл. номинации на премии «Оскар», «BAFTA», «Золотой глобус» и награду Американской Гильдии киноактёров в категории «Лучший актёр второго плана». Кроме того, Лесли был выдвинут на получение премий «Оскар» и «Золотой глобус» в категории «Лучшая оригинальная песня» за песню «Speak Now».